# アントニア・フレーザー

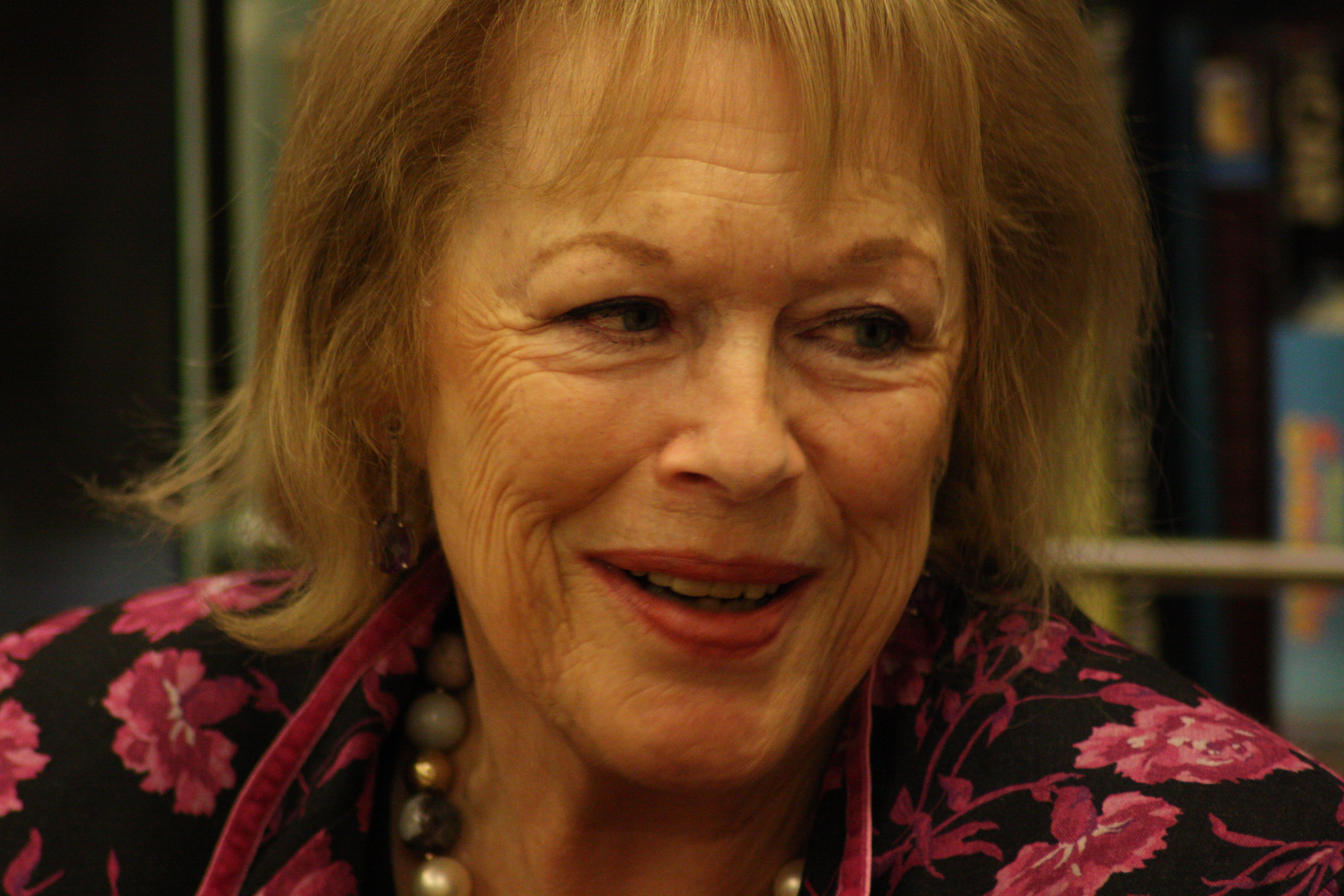
フレイザー、2010年

アントニア・フレーザー（アントニア・フレイザー、Antonia Fraser CH DBE FRSL、1932年8月27日 - ）は、イギリスの小説家・伝記作品で著名。父がロングフォード伯爵であるため、正式にはミスやミセスではなく、レディ・アントニア・フレイザーと呼ぶ。1999年に大英帝国勲章CBE（司令官）を、2011年に同DBE（司令官騎士）を受章した。

## 来歴
ロンドン生まれ。オックスフォード大学レイディ・マーガレット・ホール校卒。イギリス史を題材にした作品を執筆しており、『スコットランド女王メアリ』で1969年度のジェイムズ・テイト・ブラック記念賞を、『信仰とテロリズム―1605年火薬陰謀事件』（1996年）で、セント・ルイス・リテラリー・アウォードとCWA賞・ゴールドダガー賞（ノンフィクション部門）を受賞した。
2001年に公刊した『マリー・アントワネット』は『映画 マリー・アントワネット』（ソフィア・コッポラ監督、2006年公開）の原作にもなった。
一方で歴史家デイヴィッド・スターキーには「おとぎ話の語り直しに過ぎない」と痛烈に批判されている。
前夫は政治家のヒュー・フレイザーで、その娘フローラ・フレイザーも伝記作家として活動中である。従妹に政治家ハリエット・ハーマンがいる。2人目の夫である劇作家ハロルド・ピンターは、2005年にノーベル文学賞を受賞し、2008年末に長期の闘病生活を経て亡くなった。2010年に夫ピンターの回想記を出版した。

## 主な日本語訳書
小説
- 尼僧のようにひそやかに（北見麻里訳、ハヤカワ・ポケットミステリー（早川書房）、1978年）
- 野生の島（北見麻里訳、ハヤカワ・ポケットミステリー、1979年）
- 赤い絵は見ている（北見麻里訳、ハヤカワ・ポケットミステリー、1983年）
- 哀しみのカーテンコール（北見麻里訳、ハヤカワ・ポケットミステリー、1985年）、各：ジマイマ・ショア・シリーズ

歴史作品
- マリー・アントワネット（野中邦子訳、ハヤカワ文庫NF（上・下）、2006年）
- スコットランド女王メアリ（松本たま訳、中央公論社、1988年／中公文庫（上・下）、1995年）
- ヘンリー八世の六人の妃（森野聡子・森野和弥訳、創元社、1999年）
- 信仰とテロリズム 1605年火薬陰謀事件（加藤弘和訳、慶應義塾大学出版会、2003年）
- おもちゃの文化史（和久明生・菊島章子訳、玉川大学出版部、1980年）